# Hyles xanthoxyli
Hyles xanthoxyli är en fjärilsart som beskrevs av Derzhavetz 1977. Hyles xanthoxyli ingår i släktet Hyles och familjen svärmare. Inga underarter finns listade i Catalogue of Life.